# Jimmy Van Heusen
Jimmy Van Heusen (eg. Edward Chester Babcock), född 26 januari 1913 i Syracuse, New York, död 7 februari 1990 i Rancho Mirage, Kalifornien, var en amerikansk schlagerkompositör.
Han skrev många låtar för Frank Sinatra och Bing Crosby, som till exempel My Kind of Town (Chicago Is) och Come Fly With Me. Han belönades med en Oscar 1944 för bästa filmmusik med Swinging on a Star.